# 平均每人
平均每人是統計學術語，廣泛應用於社會科學領域或統計研究文章，如政府統計資料或經濟指標等。法學上，訂立遺囑時也使用此詞表述每位受益人可分得多少份量遺贈；於此用法中，「平均每人」概念與「照房份」意涵相對，後者表示一個大家族中，每個家庭可以分得多少份量財產。
平均每人的拉丁語常直接應用於各種歐美語言（英语）文章中，作為前置詞使用。